# Mary Elizabeth Mastrantonio
Mary Elizabeth Mastrantonio (Lombard, 17 novembre 1958) è un'attrice e cantante statunitense.
È stata candidata all'Oscar alla miglior attrice non protagonista per la sua interpretazione nel film Il colore dei soldi e al Tony Award per musical Man of La Mancha a Broadway.

## Biografia
Nata a Lombard, nell'Illinois, da Frank A. Mastrantonio e Mary Dominica Pagone, entrambi d'origine italiana, ha conseguito la laurea presso l'Università dell'Illinois.
Mary Elizabeth Mastrantonio ha debuttato sul grande schermo nel 1983 in Scarface di Brian De Palma, interpretando il ruolo di Gina, la sorella del protagonista Tony Montana, interpretato da Al Pacino. Ha visto crescere la propria reputazione di attrice grazie a Il colore dei soldi, in cui ha recitato al fianco di Paul Newman e Tom Cruise, interpretazione per cui è stata candidata sia al Premio Oscar che al Golden Globe. Sempre negli anni ottanta ha interpretato diversi altri ruoli di primo piano in film come Slamdance - Il delitto di mezzanotte al fianco di Tom Hulce e Un detective... particolare con Kevin Kline. È stata protagonista del fantascientifico The Abyss, di James Cameron e di Robin Hood - Principe dei ladri, nel quale ha interpretato Lady Marian sostituendo Robin Wright che dovette rinunciare perché incinta. Dal 1992 in avanti il suo unico ruolo cinematografico degno di nota è stato quello della comandante di un peschereccio nel film catastrofico La tempesta perfetta di Wolfgang Petersen (2000).
In televisione ha avuto un ruolo ricorrente, anche se non fa parte del cast fisso, nella quarta e quinta stagione della serie Senza traccia. Nel 2010 ha rimpiazzato Eric Bogosian nella nona stagione di Law & Order: Criminal Intent.
Rilevante anche la sua attività teatrale. ha preso parte a numerosi musical di Broadway, tra cui West Side Story, Copperfield, La commedia umana e la riedizione del 2002 de L'uomo della Mancha nella quale ha interpretato Dulcinea al fianco di Brian Stokes Mitchell. È comparsa in rappresentazioni organizzate nell'ambito del New York Shakespeare Festival come Enrico V, Misura per misura e La dodicesima notte. La sua attività teatrale sulla scena newyorkese le ha fatto vincere un Tony Award e procurato due candidature al Drama Desk Award.
Ha recitato anche in Inghilterra, prendendo parte all'allestimento di Grand Hotel del teatro indipendente Donmar Warehouse nel West End londinese e in tempi più recenti a A View from the Bridge di Arthur Miller al fianco di Ken Stott e Allan Corduner.
Nel 2015 ha fatto parte del cast fisso della serie tv Limitless.
Ha partecipato alla serie televisiva Blindspot interpretando il ruolo di Madeline Burke nella quarta e nella quinta stagione.

## Vita privata
È sposata dal 1990 con il regista Pat O'Connor, conosciuto sul set di Un detective... particolare. La coppia vive a Londra con i due figli Jack (1992) e Declan (1997).

## Filmografia

### Cinema
- Scarface, regia di Brian De Palma (1983)
- Il colore dei soldi (The Color of Money), regia di Martin Scorsese (1986)
- Slamdance - Il delitto di mezzanotte (Slam Dance), regia di Wayne Wang (1987)
- Un detective... particolare (The January Man), regia di Pat O'Connor (1989)
- The Abyss, regia di James Cameron (1989)
- La casa del destino (Fools Of Fortune), regia di Pat O'Connor (1990)
- Conflitto di classe (Class Action), regia di Michael Apted (1991)
- Robin Hood - Principe dei ladri (Robin Hood: Prince of Thieves, regia di Kevin Reynolds (1991)
- White Sands - Tracce nella sabbia (White Sands), regia di Roger Donaldson (1992)
- Giochi d'adulti (Consenting Adults), regia di Alan Pakula (1992)
- Tre desideri (Three Wishes), regia di Martha Coolidge (1995)
- Un giorno da ricordare (Two Bits), regia di James Foley (1995)
- Limbo, regia di John Sayles (1999)
- La mia vita fino ad oggi (My Life So Far), regia di Hugh Hudson (1999)
- La tempesta perfetta (The Perfect Storm), regia di Wolfgang Petersen (2000)
- Tabloid, regia di David Blair (2001)
- Stories of Lost Souls, regia di Deborra-Lee Furness (2005)

### Televisione
- L'occhio gelido del testimone (Witness Protection), regia di Richard Pierce – film TV (1999)
- Il coraggio di una madre (The Brooke Ellison Story) – film TV (2004)
- Senza traccia (Without a Trace) – serie TV, 9 episodi (2005-2006)
- The Russell Girl - Una vita al bivio (The Russell Girl), regia di Jeff Bleckner – film TV (2008)
- Law & Order: Criminal Intent – serie TV, 14 episodi (2010)
- Blue Bloods – serie TV episodio 3x13 (2013)
- Grimm – serie TV,  8 episodi (2011-2015)
- Hostages – serie TV, 9 episodi (2015)
- Limitless – serie TV 22 episodi (2015-2016)
- The Punisher – serie TV (2017-2019)
- Blindspot – serie TV (2018-2020)

## Teatro (parziale)
- West Side Story di Leonard Bernstein, Stephen Sondheim e Arthur Laurents, regia di Jerome Robbins. Minskoff Theatre di Broadway (1980)
- Amadeus di Peter Shaffer, regia di Peter Hall. Broadhurst Theatre di Broadway (1980)
- Copperfield di Al Kasha e Joel Hirschhorn, regia di Rob Iscove. ANTA Playhouse di Broadway (1981)
- Sunday in the Park with George di Stephen Sondheim e James Lapine, regia di James Lapine. Playwrights Horizons dell'Off-Broadway (1983)
- The Human Comedy di Galt MacDermot e William Dumaresq, regia di Wilford Leach. Royal Theatre di Broadway (1984)
- Enrico V di William Shakespeare, regia di Joseph Papp. Delacorte Theater dell'Off-Broadway (1984)
- Misura per misura di William Shakespeare, regia di Wilford Leach. Delacorte Theater dell'Off-Broadway (1985)
- La folle giornata o Il matrimonio di Figaro di Pierre-Augustin Caron de Beaumarchais, regia di Andrei Serban. Circle in the Square Theatre di Broadway (1985)
- La dodicesima notte di William Shakespeare, regia di Harold Guskin. Delacorte Theater dell'Off-Broadway (1989)
- Man of La Mancha di Dale Wasserman, Joe Darion e Mitch Leigh, regia di Albert Marre. Martin Beck Theatre di Broadway (2002)
- Grand Hotel di Luther Davis, Robert Wright, George Forrest e Maury Yeston, regia di Michael Grandage. Donmar Warehouse di Londra (2004)
- Uno sguardo dal ponte di Arthur Miller, regia di Lindsay Posner. Duke of York's Theatre di Londra (2009)
- Il cadetto Winslow di Terence Rattigan, regia di Lindsay Posner. American Airlines Theatre di Broadway (2009)
- Nine di Maury Yeston e Arthur Kopit, regia di Andy Blankenbuehler. Kennedy Center di Washington (2024)

## Riconoscimenti
- Premio Oscar
  - 1987 – Candidatura alla miglior attrice non protagonista per Il colore dei soldi
- Golden Globe
  - 1987 – Candidatura alla migliore attrice non protagonista per Il colore dei soldi
- Tony Award
  - 2003 – Candidatura alla miglior attrice protagonista in un musical per Man of La Mancha

## Doppiatrici italiane
Nelle versioni in italiano dei suoi film, Mary Elizabeth Mastrantonio è stata doppiata da:
- Laura Boccanera in Conflitto di classe, Robin Hood - Principe dei ladri, Senza traccia, Blue Bloods, Limitless, Blindspot, The Punisher
- Silvia Pepitoni in The Abyss, Giochi d'adulti
- Pinella Dragani in Limbo, La tempesta perfetta
- Rossella Izzo in White Sands - Tracce nella sabbia, Grimm
- Paila Pavese in Scarface
- Roberta Paladini in Il colore dei soldi
- Renata Biserni in Slamdance - Il delitto di mezzanotte
- Cristina Boraschi in Un detective... particolare
- Mavi Felli in Tre desideri
- Micaela Esdra in Un giorno da ricordare
- Chiara Salerno in La mia vita fino ad oggi
- Rosalba Caramoni in L'occhio gelido del testimone
- Anna Radici in Law & Order: Criminal Intent
- Laura Nicolò in Stories of Lost Souls
- Tiziana Avarista in Robin Hood - Principe dei ladri (ridoppiaggio)